# Дянь-му

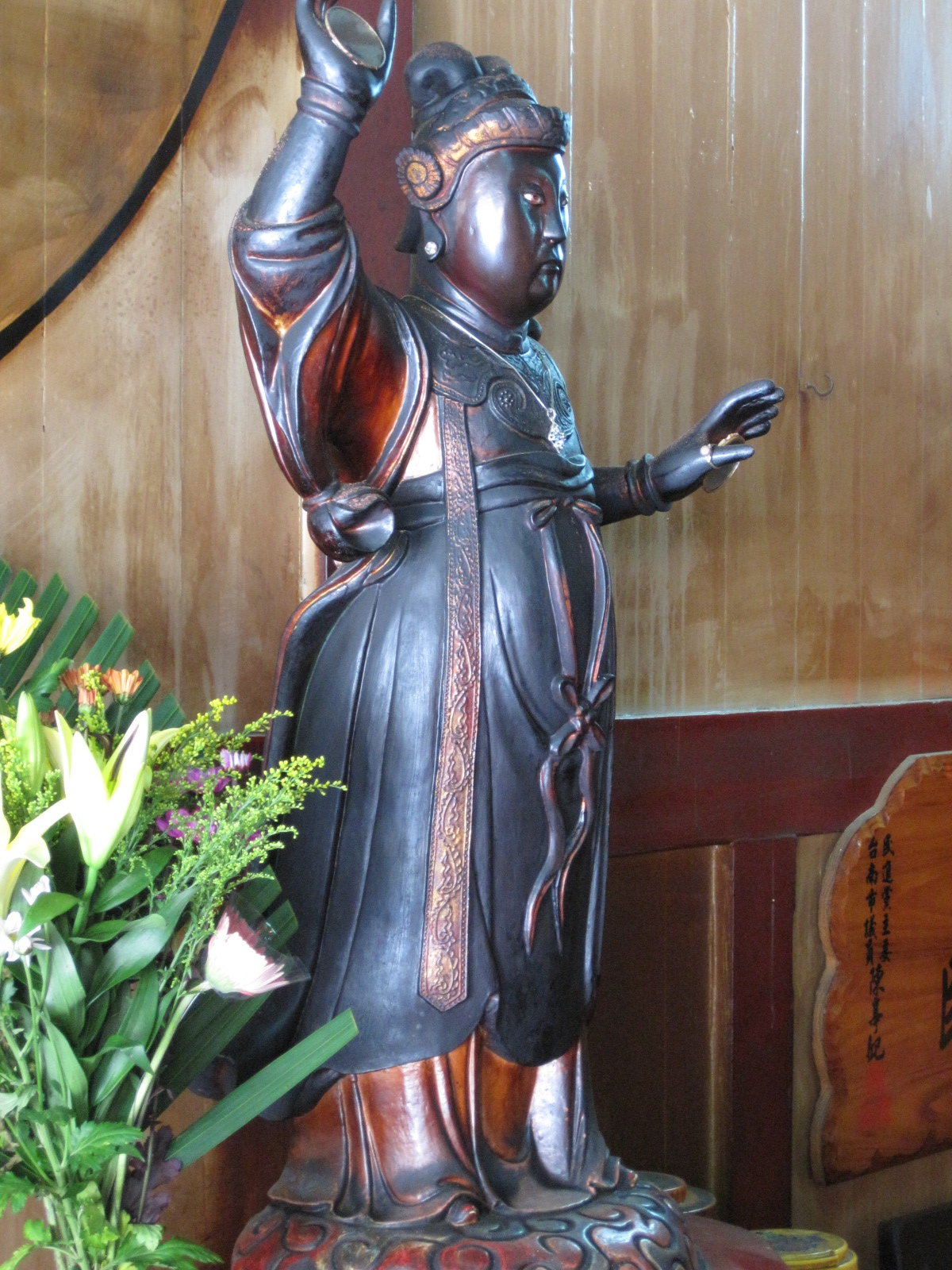
Статуэтка Дянь-му

Дянь-му (кит. 電母; досл.: «Мать молний») — китайская богиня молний. В просторечии её называют Шаньдянь Няннян («Сверкающая молниями матушка»).
Дянь-му изображается в разноцветном платье с двумя зеркалами в поднятых над головой руках. По легендам она вызывает молнии, стоя на облаке и то сводя, то разводя зеркала.
Ей муж — бог грома Лэй-гун. Вместе с другими богами она создает гром. Ей помогают Юн Тонг («Облачная молодость»), подбрасывающий облака, и Юй-Ши («Мастер дождя»), который вызывает ливни, опуская свой меч в горшок. Ревущие ветры вырываются из мешка из козьей шкуры, который использует Фэн-бо («Граф Ветров»), который позже превратился в Фэн По По («Леди Ветер»).
По приданиям считается, что Дянь-му освещает своей молнией сердца грешников, перед наказанием бога грома, именно поэтому богиню прозвали «Зеркалом бога грома».
В древности Дянь-му представляли в облике мужчины и именовали Дянь-фу («отец-молния»). Замещение мужского образа женским произошло, по-видимому, под влиянием средневековых представлений, согласно которым молния связана с землёй и соответственно с женским началом (инь).